# 葛木坐火雷神社

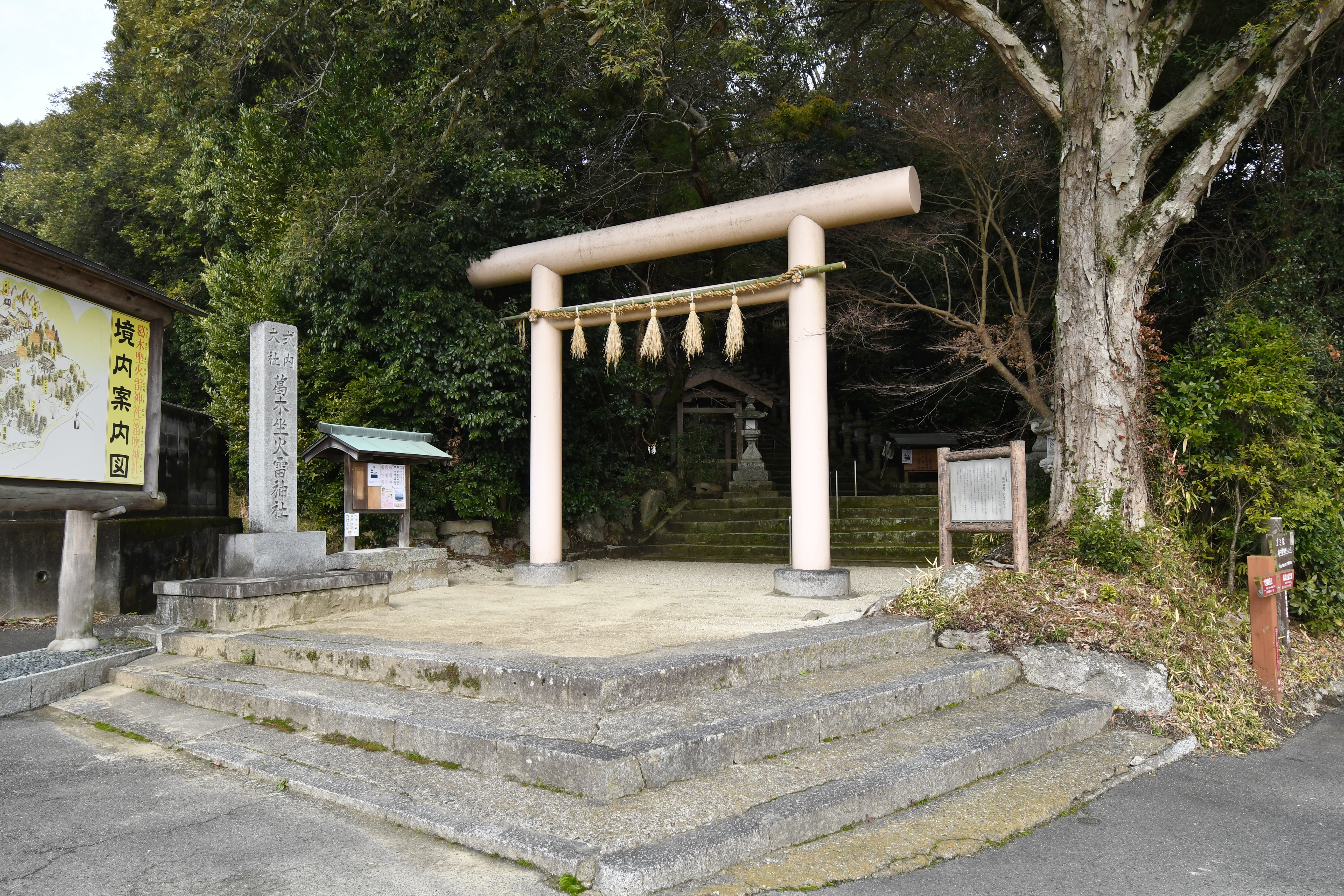
鳥居

葛木坐火雷神社（かつらきにいますほのいかづちじんじゃ）は、奈良県葛城市笛吹にある神社。式内社（名神大社）で、旧社格は郷社。通称「笛吹神社」。

## 祭神
火雷大神と天香山命を主祭神とし、大日霊貴尊・高皇産霊尊・天津彦火瓊瓊杵尊・伊古比都幣命を配祀する。葛木坐火雷神社の元々の祭神は火雷大神で、天香山命は笛吹神社の祭神である。火雷大神は、雷神とも言われるが、ここでは火の神として信仰されている。火雷神と同神である。

## 歴史

### 概史
創建の年代は不詳であるが、社伝では神代とも神武天皇の御代とも伝える。文献の初出は『文徳天皇実録』の仁寿2年（852年）4月、正三位の神階を授けるという記述である。『日本三代実録』によれば貞観元年（859年）正月27日に従二位の神階を授けられた。延喜式神名帳では「大和国忍海郡 葛木坐火雷神社二座」と記載され、名神大社に列し、月次・相嘗・新嘗の幣帛に預ると記されている。しかし、これ以降、葛木坐火雷神社についての記述は見られなくなる。社伝では、平安時代に社勢が衰え、当地にあった笛吹神社の末社になったと伝える。
笛吹神社は、当地を拠点とした笛吹連によって作られた神社とみられる。祭神の天香山命は笛吹連の祖神である。本殿の背後に古墳があり、笛吹連の祖・櫂子の父である建多析命の墓であると伝えられている。
1874年（明治7年）、笛吹神社の末社であった火雷社を笛吹神社に合祀し、社名を葛木坐火雷神社に改め、郷社に列格した。

### 神階
- 天安3年（859年）1月27日、正三位勲二等から従二位勲二等（『日本三代実録』）- 表記は「葛木火雷神」。

## 境内
境内には日露戦争で政府から奉納されたロシア製大砲がある。

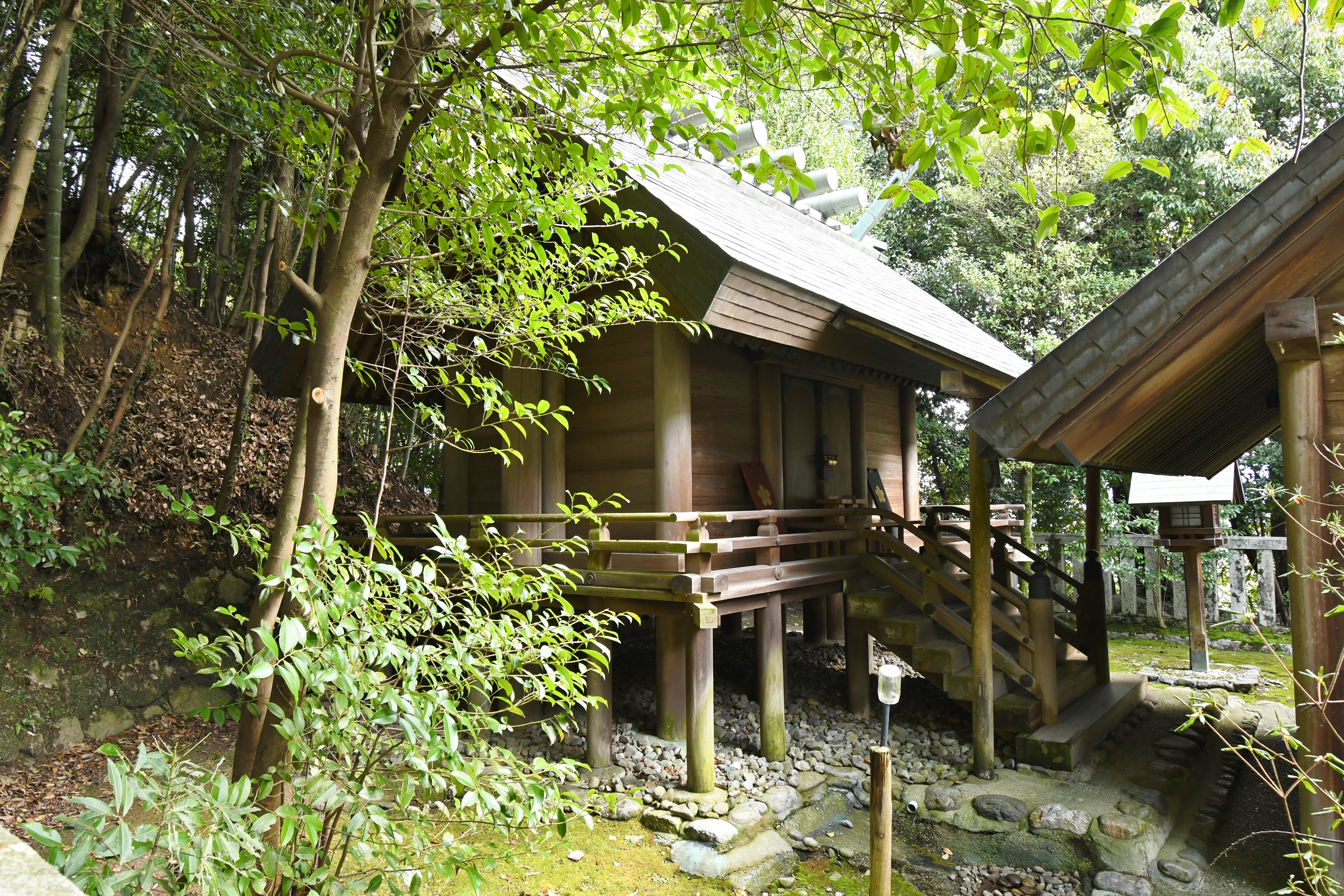
本殿
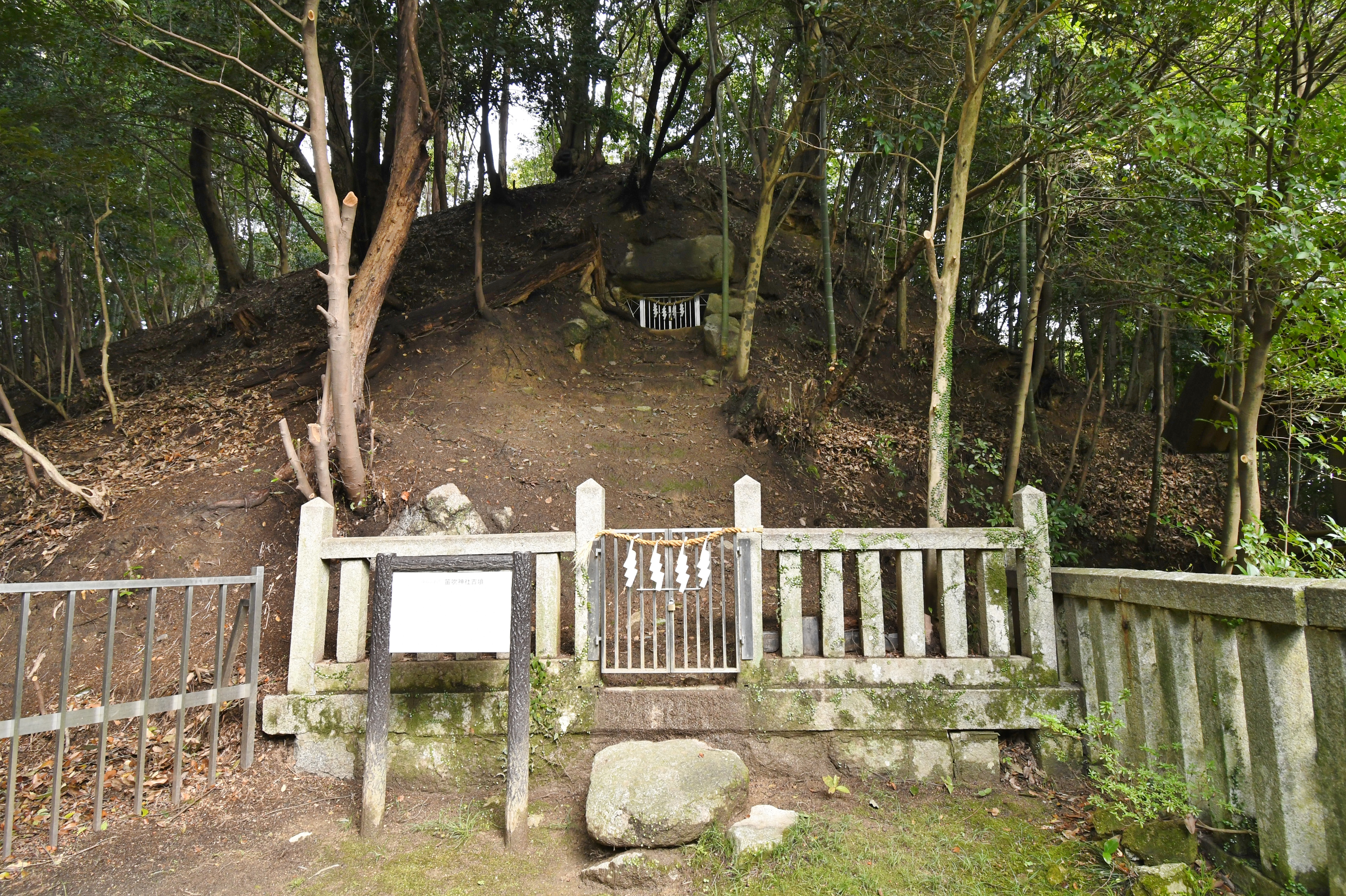
本殿後背の笛吹神社古墳
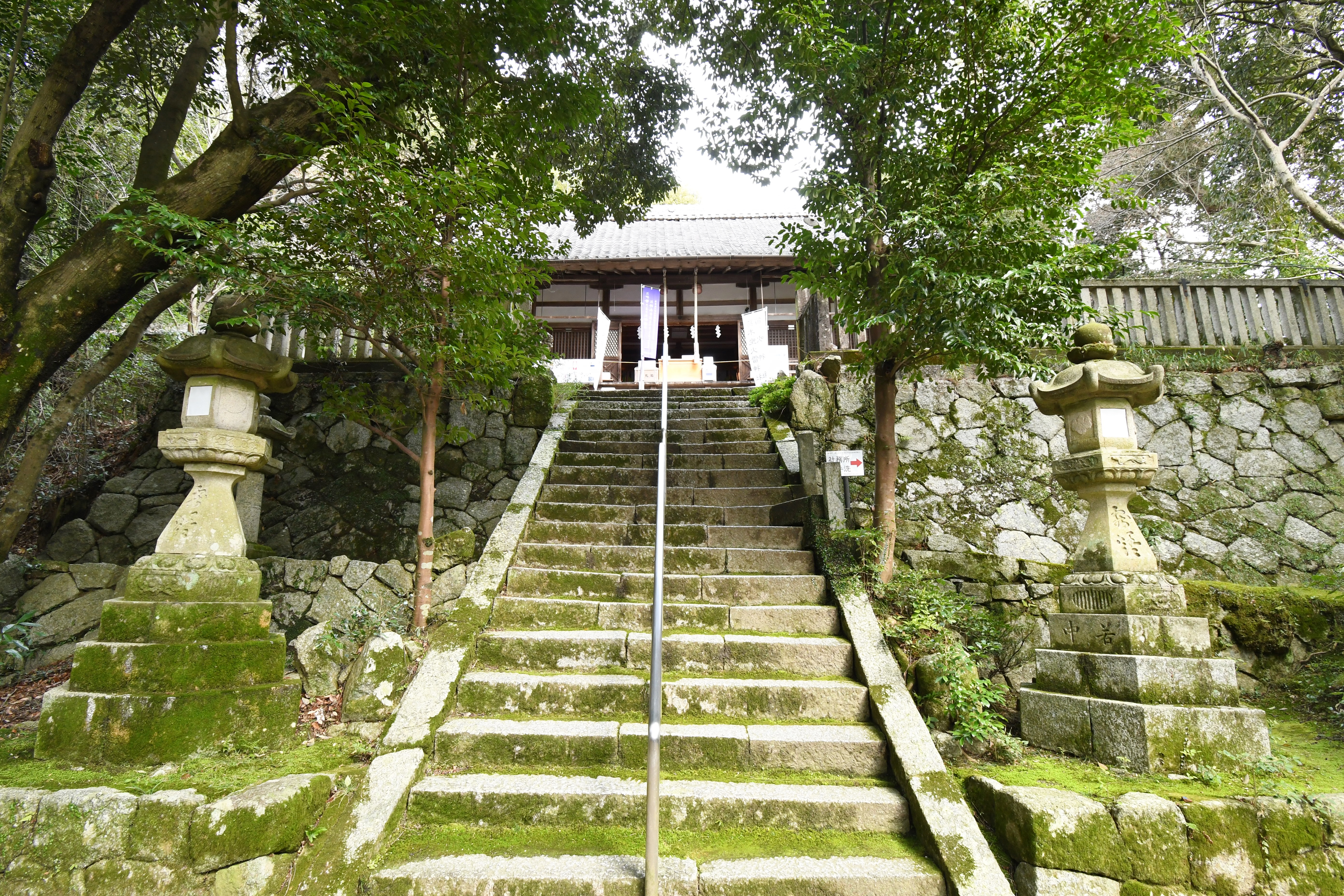
拝殿前の参道
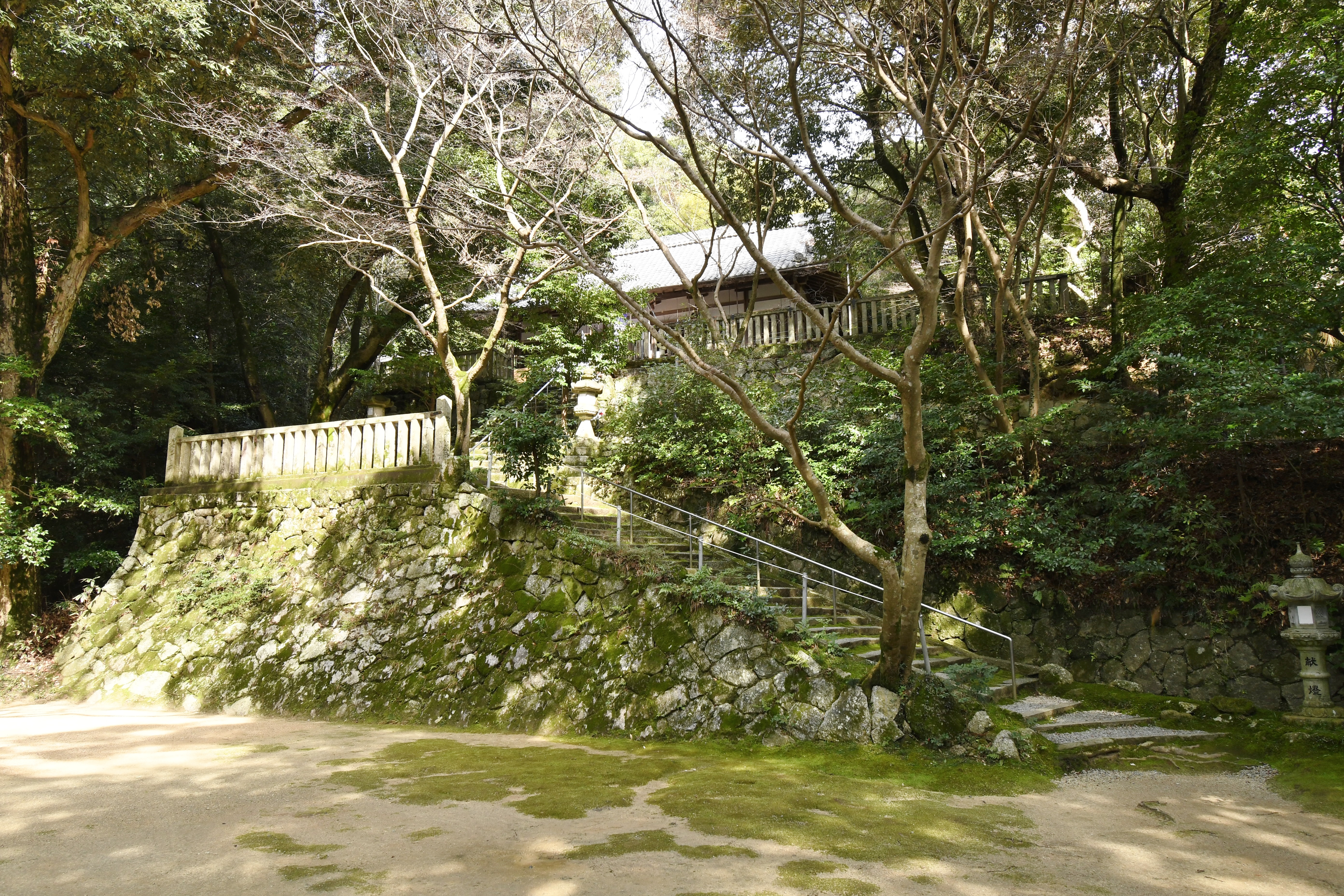
境内
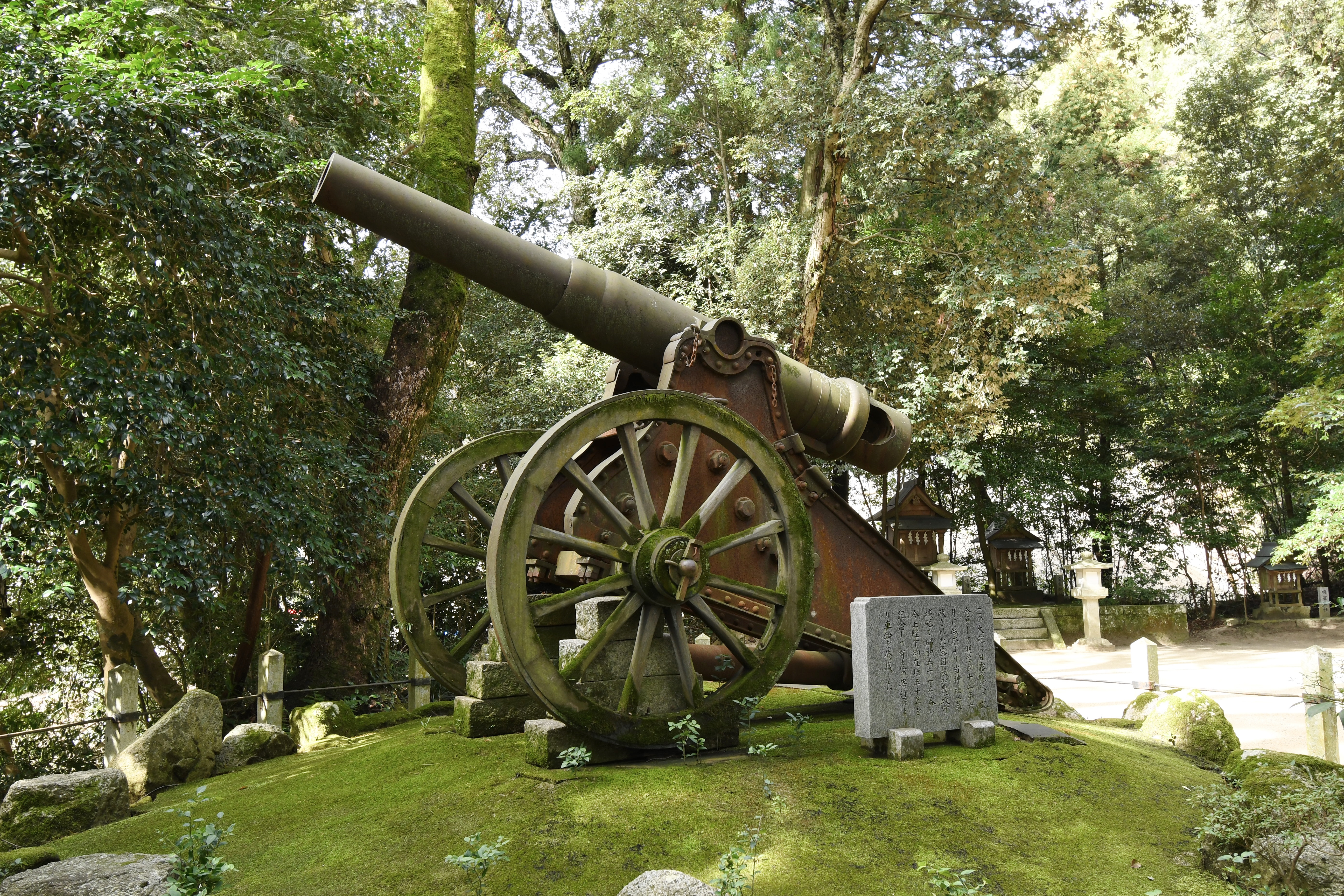
境内に奉納されている大砲

## 祭典
- 御田植祭
  - 2月11日
  - 葛城に春の訪れを告げる早春の祭礼。
  - 拝殿にて祈年祭が執り行われた後、広庭にて御田植祭が斎行される。その中で、田植えを真似た所作が行われる。その後餅まきが行われる。
- 夏越祭
  - 7月17日
  - 十二振提灯を捧げ持った氏子達が伊勢音頭を歌い囃しながらお参りする。広庭にいくつもの提灯を並べ立てる様子は幻想的。
  - 『かつらぎ太鼓保存会』の奉納演奏等あり。
- 鎮火祭
  - 11月15日
  - 古式にのっとって、火切りで火をおこし、火に感謝し、また火の用心を祈る神事が行われる。

## 文化財

### 奈良県指定文化財
- 史跡
  - 笛吹神社古墳 - 1998年（平成10年）3月20日指定。
- 天然記念物
  - 笛吹神社イチイガシ林 - 1997年（昭和62年）3月10日指定。

## 交通アクセス
- 近畿日本鉄道 御所線 忍海駅から西へ徒歩30分。